# Cryptomyzus taoi
Cryptomyzus taoi är en insektsart. Cryptomyzus taoi ingår i släktet Cryptomyzus och familjen långrörsbladlöss. Inga underarter finns listade i Catalogue of Life.